# George Wald
George Wald (New York, 18. studenog 1906. – Cambridge, 12. travnja 1997.), američki fiziolog.
- 1967. - Nobelova nagrada za fiziologiju ili medicinu

## Vanjske poveznice
- Nobelova nagrada - životopis (engl.)